# ياهو (أسطورة)
ياهو (بالإنجليزية: Yaho)‏ وحش ذکر من أكلة لحوم البشر، في أساطير استراليا، يسكن الجبال. وهو ما يقتل ضحاياه ويشويهم، وهم دائما من النساء.